# Английско консулство (Пловдив)
Английското консулство в Пловдив е първото чуждестранно дипломатическо представителство в града. Открито е в края на 1840-те години като консулско агентство.
За първи консулски агент е назначен учителят в Централното гръцко училище в града Георгиос Цукалас. Той е грък, родом от Закинтос, по това време британско владение, и има британско гражданство. През 1860 – 1861 г. дипломат е Джон Блънт-младши. В 1890 г. се открива английско вицеконсулство. Вицеконсул е Робърт Грейвс. Закрито е по време на Първата световна война, когато България и Великобритания скъсват дипломатическите си отношения.